# 弗里敦 (印第安納州)
弗里敦（英語：Freetown）是位於美國印地安納州傑克遜縣的一個非建制地區暨人口普查指定地區。

## 人口
根據2010年美國人口普查的數據，弗里敦的面積為1.88平方千米，當中陸地面積為1.88平方千米，而水域面積為0.00平方千米。當地共有人口385人，而人口密度為每平方千米204.79人。